# La Palma (Tarímbaro)
La Palma es una localidad del estado mexicano de Michoacán. Es parte del municipio de Tarímbaro. Fue fundada el 22 de julio de 1909.

## Demografía
| Gráfica de evolución demográfica |
|                                  |

| Censo | Población |
| ----- | --------- |
| 1910  | 207       |
| 1921  | 181       |
| 1930  | 310       |
| 1940  | 339       |
| 1950  | 332       |
| 1960  | 378       |
| 1970  | 524       |
| 1980  | 689       |
| 1990  | 1073      |
| 2000  | 1140      |
| 2010  | 1064      |
| 2020  | 1336      |